# Egybolis vittatula
Egybolis vittatula är en fjärilsart som beskrevs av Embrik Strand. Egybolis vittatula ingår i släktet Egybolis och familjen nattflyn. Inga underarter finns listade i Catalogue of Life.